# Русудан Петвіашвілі
Русудан Петвіашвілі (груз. რუსუდან ფეტვიაშვილი; 25 січня 1968,Тбілісі, Грузія) — грузинська художниця, графік, створює картини в унікальній техніці: весь малюнок виконується без відриву від аркуша, в один дотик.
Петвіашвілі живе у Тбілісі, кілька місяців на рік працює у Берліні, Женеві і Парижі, де у неї майстерня.

## Дитинство і сім'я
Русудан Петвіашвілі народилася у Тбілісі 25 січня 1968 року у творчій родині. Батько ― скульптор, мати ― поет, драматург, добре малює.
Талант художниці проявився у ранньому дитинстві. Петвіашвілі почала малювати, коли їй виповнилося півтора року. Батьки Русудан старалися зберегти самобутність її таланту, не пригнічували його, не намагалися вписати індивідуальність дівчинки у певні форми. Ще дитиною Русудан могла взяти вуглину або олівець і почати малювати прямо на стінах квартири.
Предки Русудан по батьківській лінії були фізиками. Бабуся художниці очолювала відділення Інституту геофізики Академії наук Грузинської РСР, вона ― один із засновників Грузинської національної астрофізичної обсерваторії. Дядько художниці Володимир Йосипович Петвіашвілі ― відомий фізик, співавтор рівняння Кадомцева-Петвіашвілі, лауреат премії імені І. В. Курчатова.
17 поколінь сім'ї Русудан Петвіашвілі по материнській лінії були духовними лідерами (священнослужителями).
У родині Русудан старша з-поміж п'ятьох дітей. Дві її сестри і два брати також пов'язали своє життя з творчістю: Маріам ― художниця, працює з вовною; Саломе закінчила Тбіліську державну художню академію за спеціальністю «художник-модельєр»; Георгій займається організацією виставок Русудан; Димитрій, як і батько, ― скульптор.
У 1990 році Русудан вийшла заміж за керівника Тбіліського державного театру ляльок Теймураза Бадріашвілі.

## Перші персональні виставки
Перша персональна виставка Русудан пройшла у Тбілісі, коли художниці було шість років. На експозиції були представлені близько 100 робіт, створених в унікальній техніці: нанесення малюнка без відриву від аркуша. У 1977-му і 1981-му відбулися дві персональні виставки художниці у Москві. У віці 14 років Русудан уже представляла свої роботи у різних містах Франції, у тому числі в Парижі.

## Зустріч із Маргарет Тетчер

Зустріч Маргарет Тетчер із Русудан Петвіашвілі,1987

У березні 1987 року відбувся перший за 12 років офіційний візит Маргарет Тетчер в СРСР. Голова британського уряду виявила бажання крім Москви побачити й інші міста Союзу і зупинила свій вибір на Тбілісі. У Грузії політик відвідала Державний музей мистецтв, провела переговори з урядом, прогулялася старим містом, а також зустрілася із Русудан Петвіашвілі, яка подарувала Тетчер одну зі своїх робіт.

## Період навчання у Тбіліській державній художній академії
Русудан Петвіашвілі закінчила Тбіліську державну художню академію, в яку її прийняли без вступних іспитів. У студентські роки художниця створила цілу низку знакових робіт. З її ілюстраціями вийшло багато книг, у тому числі «Грузинські народні казки» і «Вітязь у тигровій шкурі» Шота Руставелі (при спільному виданні Москва-Париж). Остання стала її дипломною роботою.

## Робота над ілюстраціями до рукописної Біблії давньогрузинською мовою
З благословення Католикос-Патріарха всієї Грузії Ілії ІІ група теологів, богословів і художників взялася за створення найбільшої рукописної Біблії давньогрузинською мовою.
Робота над мініатюрами до Євангелія від Матвія зайняла у Русудан, яка очолила групу художників, майже три роки.
Сьогодні стокілограмова Біблія, виконана на пергаменті із телячої шкіри, виставлена у Соборі Святої Трійці у Тбілісі.

## Значення і визнання
Роботи Русудан Петвіашвілі можна побачити у Державному музеї мистецтв Грузії (м. Тбілісі), Батумському Державному музеї мистецтв, Кутаїській Державній галереї образотворчого мистецтва.
Живопис Петвіашвілі зберігається у сімейних колекціях політичних лідерів Джорджа Буша, Едуарда Шеварнадзе, Ільхама Алієва, Маргарет Тетчер, письменника і сценариста Тоніно Гуерри, дипломатів Річарда Майлса і Фабріціо Романо, а також у Центральному офісі Світового банку.
Картини Русудан Петвіашвілі прикрашають президентський палац Грузії, вона ― улюблена художниця Міхеїла Саакашвілі:
«Творчість Русико особисто у мене викликає дуже гарний настрій. Можливо, хтось вважає, що мистецтво має бути трагічним, але я іншої думки. На всіх цих роботах зображена боротьба добра зі злом, в якій завжди перемагає добро».
У 1981 році у Сент-Йорі (Франція) відбулася наукова конференція, покликана пояснити феномен живопису Русудан Петвіашвілі.
Петвіашвілі занесена до книги «2000 видатних людей ХХ століття», видану Кембриджським Біографічним Центром (Велика Британія).
Із 2005 року Русудан обіймає посаду радника у Міжнародному благодійному фонді Католикоса-Патріарха Грузії «Відродження і розвиток духовності, культури і науки», який заснував Католикос-Патріарх всієї Грузії Ілія ІІ.

## Техніка
Усі роботи Русудан Петвіашвілі виконані в одній техніці: малюнок нанесений без відриву від аркуша, в один дотик.
Перші роботи Русудан були виконані олівцем і фломастером. З восьми років художниця почала малювати пером і чорною тушшю, а з десяти ― тонким пензлем і тушшю.
Русудан Петвіашвілі завжди прагла створювати картини великого формату, тому шукала ідеальний матеріал, який би не обмежувався розміром, як папір. Таким матеріалом виявився шовк.

## Нагороди і премії
- Золота медаль і Диплом першого ступеня на 8-мій Республіканській юнацькій олімпіаді мистецтв (1975).
- Золота медаль і Диплом першого ступеня на 10-тій Республіканській юнацькій олімпіаді мистецтв (1981).
- Золота медаль і Диплом першого ступеня на 11-тій Республіканській юнацькій олімпіаді мистецтв (1983).
- Лауреат комсомольської премії за ілюстрування книг «Вітязь у тигровій шкурі» Шота Руставелі і «Грузинські народні казки» (1985).
- Інтернаціональна премія «Посол миру» (2005).
- «Орден Пошани» Грузинської республіки (2008).
- Президентський орден Сяяння (2011).

## Персональні виставки
- Тбілісі, Грузія (Галерея дитячого мистецтва) — 1974.
- Москва, Росія (Палац дружби, Будинок журналіста) — 1977.
- Москва, Росія (Постійне представництво Грузії) — 1981.
- Тбілісі, Грузія (Галерея дитячого мистецтва) — 1982.
- Франція, різні міста (Дні грузинської культури) — 1982–1983.
- Париж, Франція (Дні грузинської культури) — 1983.
- Будапешт, Угорщина (Державна галерея) — 1984.
- Тбілісі, Грузія (Будинок художника) — 1984.
- Мадрид, Іспанія (Дні грузинської культури) — 1985.
- Москва, Росія (ХІІ Всесвітній фестиваль молоді і студентів) — 1985.
- Біберах, Німеччина (Braith-Mali-Museum) — 1986.
- Кутаїсі, Грузія (Державна галерея) — 1987.
- Лондон, Велика Британія (Roy Mails, Fine Paintings) — 1988.
- Діжон, Франція (Всесвітня промислова виставка, павільйон Грузії) — 1996.
- Тбілісі, Грузія (Національна галерея) — 1997.
- Батумі, Грузія (Державна галерея) — 2002.
- Боржомі, Грузія (Міжнародний фестиваль мистецтва) — 2002.
- Айсберген, Німеччина (Галерея Spiegel) — 2005.
- Коесфельд, Німеччина (Munsterlandfestival-Part 1) — 2005.
- Бассано-дель-Граппа, Італія (Галерея Palazzo Bonaguro) — 2006.
- Берлін, Німеччина (Виставкова зала Buse Heberer Fromm) — 2006.
- Мінден, Німеччина (Галерея Spiegel) — 2007.
- Мінден, Німеччина (Галерея Spiegel) — 2009.
- Женева, Швейцарія (Виставкова зала UN) — 2010.
- Женева, Швейцарія (Галерея Daniel Besseiche) — 2010.

## Галерея

- Файл:Rusudan.02.JPG
- Файл:Rusudan.04.JPG
- Файл:Rusudan.05.JPG
- Файл:Rusudan.06.JPG
- Файл:Rusudan.07.JPG
- Файл:Rusudan.10.JPG
- Файл:Rusudan.12.JPG
- Файл:Rusudan.15.JPG
- Файл:Rusudan.16.JPG
- Файл:Rusudan.20.JPG
- Файл:Rusudan.27.JPG
- Файл:Rusudan.28.JPG